# جامعة فاندربيلت

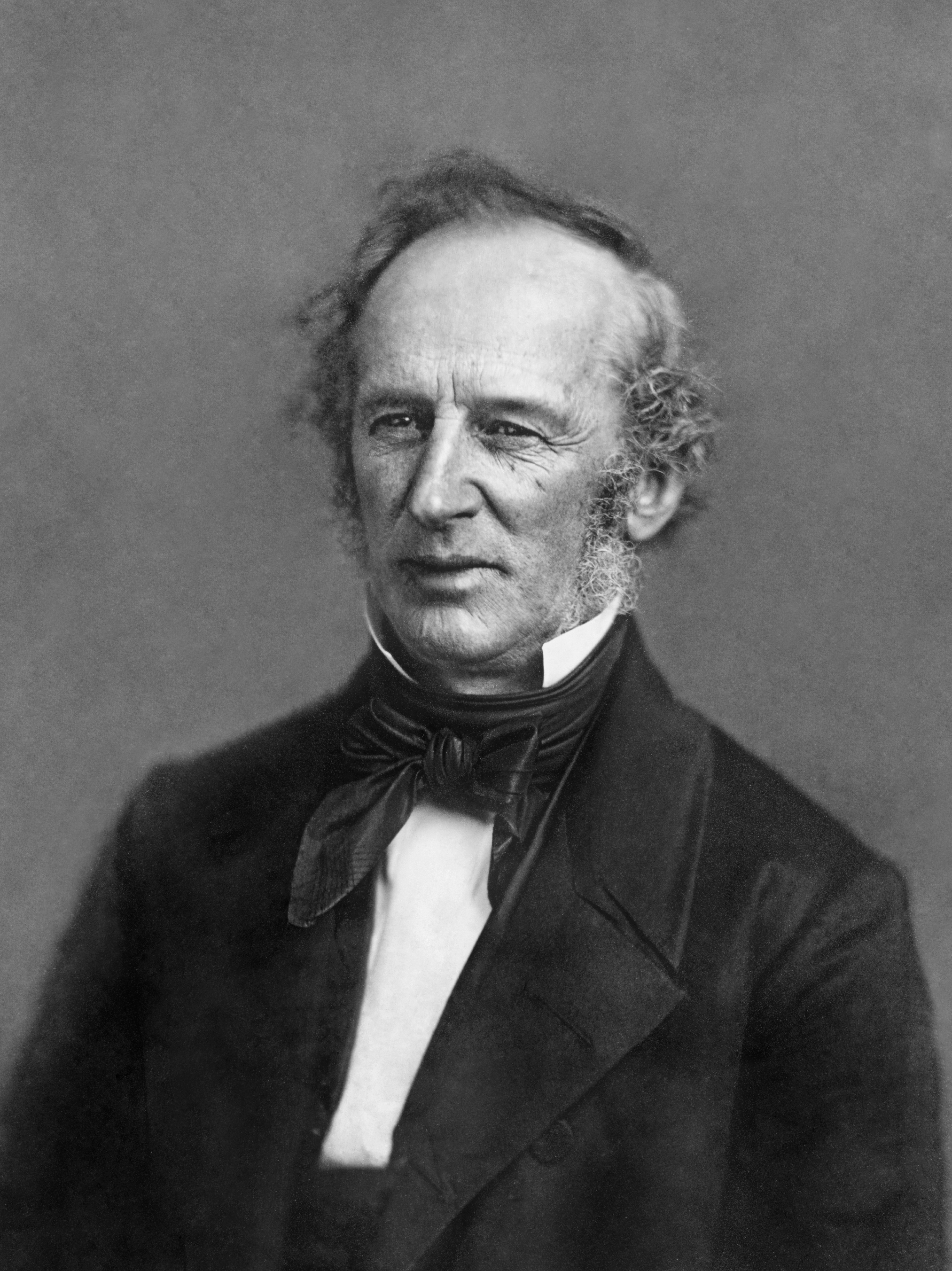
كورنيليوس فاندربيلت

جامعة فاندربيلت (بالإنجليزية: Vanderbilt University)‏، وتسمى بشكل غير رسمي فاندي (بالإنجليزية: Vandy)‏، هي جامعة بحثية خاصة مقرها ناشفيل بولاية تينيسي الأمريكية. تأسست سنة 1873، وسميت باسم رجل الأعمال كورنليوس فاندربلت، الذي وهب لتأسيس الجامعة أول مليون دولار، رغم أنه لم يزرها قط، بل ولم يزر الجنوب الأمريكي طيلة حياته، بل كان يأمل في أن يمحو تبرعه ويمحو مستقبل الجامعة جراح الحرب الأهلية الأمريكية.
يدرس بالجامعة اليوم حوالي 12 ألف طالب من جميع الولايات الأمريكية الخمسين ومن 90 دولة اجنبية في أربع مدارس للمرحلة الجامعية الأولى و6 مدارس للدراسات العليا والدراسات التخصصية. وتتبع الجامعة عدة مراكز ومعاهد بحثية، من بينها معهد فاندربيلت لدرايات السياسة العامة ومركز منتدى الحرية ومرصد داير الفلكي ومركز جامعة فاندربلت الطبي.
تقع جميع مباني الجامعة ـ باستثناء المرصد الفلكي وبعض العيادات الطبية ـ في نطاق حرم الجامعة الذي يشغل مساحة 330 آكر (1.3 كيلومتر مربع) في قلب مدينة ناشفيل، على بُعد ميل ونصف فقط (2.4 كيلومتر) من وسط المدينة.

## مشاهير الخريجين والأساتذة
يشمل مشاهير خريجي وباحثي وأساتذة جامعة فاندربيلت اثنين من نواب رؤساء الولايات المتحدة و25 من الحاصلين على منحة رودس، و7 من الفائزين بجائزة نوبل ونخبة من الفائزين بجائزتي بوليتزر وأوسكار.

### من مشاهير الخريجين
- نورمان شمواي: رائد زراعة القلب.
- آل جور: نائب الرئيس الأمريكي بل كلينتون. درس لفترة بالجامعة ولكنه لم يحصل منها على أي درجة علمية. حاصل على جائزة نوبل في السلام سنة 2007.
- الصحفي ديفيد برينكلي: كان طالبًا بالجامعة لفترة وجيزة.
- ستانفورد مور: عالم كيمياء حيوية أمريكي، حصل على جائزة نوبل في الكيمياء سنة 1972. تخرج في الجامعة سنة 1935.
- عبد الولي محمد علي غاس: رئيس وزراء الصومال، يحمل الجنسيتين الأمريكية والصومالية. حصل على درجة الماجستير من الجامعة سنة 1988.
- محمد يونس: اقتصادي بنغالي. حصل على دكتوراه الفلسفة من جامعة فاندربيلت سنة 1971. حصل على جائزة نوبل في السلام سنة 2006.
- مولي سيمز: عارضة وممثلة أمريكية، كانت طالبة بالجامعة في تسعينيات القرن العشرين.

### من مشاهير الأساتذة
- ألان كن: عالم رياضيات، حصل على وسام فيلدز سنة 1982.
- ألفرد بلالوك: من رواد جراحة القلب.
- إيرل سوثرلند: جائزة نوبل في الطب سنة 1971.
- بول غرينغارد: جائزة نوبل في الطب سنة 2000. كان باحثًا زائرًا بجامعة فاندربيلت لفترة من الزمن.
- ستانلي كوهين: جائزة نوبل في الطب سنة 1986.
- ماكس دلبروك: جائزة نوبل في الطب سنة 1969.

## وصلات خارجية
- الموقع الرسمي للجامعة على الإنترنت